# نیکلاس هایتنر
نیکلاس هایتنر (انگلیسی: Nicholas Hytner؛ زادهٔ ۷ مهٔ ۱۹۵۶) کارگردان اهل بریتانیا است. عمده شهرت او به خاطر کارگردانی تئاتر است. از آثار سینمایی او می‌توان به جنون شاه جرج  (۱۹۹۴) و بانویی در ون (۲۰۱۵) اشاره کرد.